# ان‌جی‌سی ۳۷۳
ان‌جی‌سی ۳۷۳ (انگلیسی: NGC 373) نام یک کهکشان در صورت فلکی ماهی است.